# Lovel Palmer
Lovel Palmer (ur. 30 sierpnia 1984 w Mandeville) – jamajski piłkarz występujący na pozycji pomocnika. Zawodnik klubu Indy Eleven.

## Kariera klubowa
Palmer zawodową karierę rozpoczynał w 2000 roku w klubie Harbour View. W 2001 roku oraz w 2002 roku zdobył z nim Puchar Jamajki. W 2004 roku triumfował z zespołem w rozgrywkach CFU Club Championship. W tym samym roku został wypożyczony do trynidadzkiego W Connection, w którym spędził kilka miesięcy. Jeszcze w 2004 roku wrócił do Harbour View. W 2007 roku zdobył z nim mistrzostwo Jamajki oraz CFU Club Championship. W 2010 roku ponownie zdobył z zespołem mistrzostwo Jamajki.
W tym samym roku Palmer podpisał kontrakt z amerykańskim Houston Dynamo. W MLS zadebiutował 2 kwietnia 2010 roku w wygranym 2:1 pojedynku z Realem Salt Lake. 17 kwietnia 2010 roku w wygranym 3:0 spotkaniu z CD Chivas USA strzelił pierwszego gola w MLS.
W latach 2011–2012 Palmer grał w Portland Timbers. W 2013 roku przeszedł do Real Salt Lake. W latach 2014–2015 grał w Chicago Fire, a w 2016 trafił do Indy Eleven.

## Kariera reprezentacyjna
W reprezentacji Jamajki Palmer zadebiutował w 2005 roku. W tym samym roku został powołany do kadry na Złoty Puchar CONCACAF. Nie zagrał jednak na nim w żadnym meczu, a Jamajka odpadła z turniej w ćwierćfinale.